# Wessjolaja Poljana (Kursk)
Wessjolaja Poljana (russisch Весёлая Поляна) ist ein Weiler (chutor) in der Oblast Kursk in Russland. Es gehört zum Rajon Lgow und zur Landgemeinde (selskoje posselenije) Wyschnederewenski selsowjet.

## Geographie
Der Ort liegt gut 67,5 km Luftlinie südwestlich des Oblastverwaltungszentrums Kursk im südwestlichen Teil der Mittelrussischen Platte, 6,5 km südlich des Rajonverwaltungszentrums Lgow, 5,5 km vom Sitz des Dorfsowjet – Wyschnije Derewenki, 42 km von der Grenze zwischen Russland und der Ukraine, im Becken der Apoka (Nebenfluss des Seim).

### Klima
Das Klima im Ort ist wie im Rest des Rajons kalt und gemäßigt. Es gibt während des Jahres eine erhebliche Niederschlagsmenge. Dfb lautet die Klassifikation des Klimas nach Köppen und Geiger.

## Bevölkerungsentwicklung
| Jahr | Einwohner |
| ---- | --------- |
| 2002 | 22        |
| 2010 | 16        |

Anmerkung: Volkszählungsdaten

## Verkehr
Wessjolaja Poljana liegt 3,5 km von der Straße regionaler Bedeutung 38K-017 (Kursk – Lgow – Rylsk – Grenze zur Ukraine), 1,5 km von der Straße 38K-024 (Lgow – Sudscha), 1 km von der Straße interkommunaler Bedeutung 38N-342 (38K-017 – Arsenjewka – Kotschanowka – die Eisenbahnhaltestelle 387 km) und 6 km von der nächsten Eisenbahnhaltestelle 387 km (Eisenbahnstrecke 322 km – Lgow-Kijewskij) entfernt.
Der Ort liegt 141 km vom internationalen Flughafen von Belgorod entfernt.